# Геральд Кокс
Геральд Рі Кокс (англ. Herald Rea Cox; 28 лютого 1907, Терре-Хот, Індіана, США — 17 серпня 1986, Гамільтон, Монтана) — американський паразитолог і бактеріолог. На його честь названо родину бактерій Coxiellaceae і рід Coxiella, до якого входить вид Coxiella burneti, збудник Ку-гарячки.

## Біографія
Народився в Терре-Хот, штат Індіана, у 1928 році закінчив звичайну школу, яка нині є Університетом штату Індіана, а потім здобув докторський ступінь у Школі громадського здоров'я імені Джонса Гопкінса і Майкла Блумберга (Johns Hopkins Bloomberg School of Public Health). У 1930-х роках Кокс приєднався до Служби охорони здоров'я США як головний бактеріолог у лабораторії Рокі-Маунтін у Гамільтоні, штат Монтана.
У 1942 році Кокс став головою відділу досліджень вірусів і рикетсіозів у лабораторіях Ледерле в Нью-Йорку. У той час увага громадського здоров'я була зосереджена на пошуку вакцини від поліомієліту. Кокс був одним із багатьох дослідників, які змагалися у пошуку прориву, який зазвичай приписують Джонасу Солку (1952). Незважаючи на те, що до 1943 року яєчна техніка виділення рикетсій, яку запропонував Кокс, була широко поширена, вона не стала успішною для дослідження поліовірусу. Хоча у жовтні 1952 року Кокс повідомив, що виростив поліовірус у курячих ембріонах, а в 1961 році він оголосив про створення своєї оральної вакцини проти поліомієліту. Проте 1957 року почалися випробування на людях успішної пероральної вакцини Альберта Себіна, а в 1961 році вона ліцензована для загального використання.
Кокс пішов у відставку з лабораторії Ледерле в 1972 році. Пізніше він був директором у Комплексному онкологічному центрі Розвелл-Парк, де він зосередився на імунології раку.

## Визнання
- 1940 рік — премія Теобальда Сміта Американської асоціації сприяння розвитку науки за вакцину проти плямистої гарячки Скелястих гір.
- 1942 рік — доктор медицини, присуджено в Університеті Монтани.
- 1946 рік — медаль комісії боротьби з тифом.
- 1951 рік — медаль імені Говарда Рікетса.
- 1958 рік — премія видатних випускників Університету штату Індіана.
- 1971 рік — почесний член Товариства американських бактеріологів, Американського товариства мікробіологів.